# Wilier Triestina
Wilier Triestina (WT) (italská výslovnost: [‘viljɛr tries’ti:na]IPA) je italský výrobce jízdních kol. Firma byla založena v roce 1906 obchodníkem Pietrem Dal Molinem z italského města Bassano del Grappa. V současné době firma sídlí v Rossano Veneto, provincii Vicenza, regionu Benátska, v Itálii.

## Historie značky

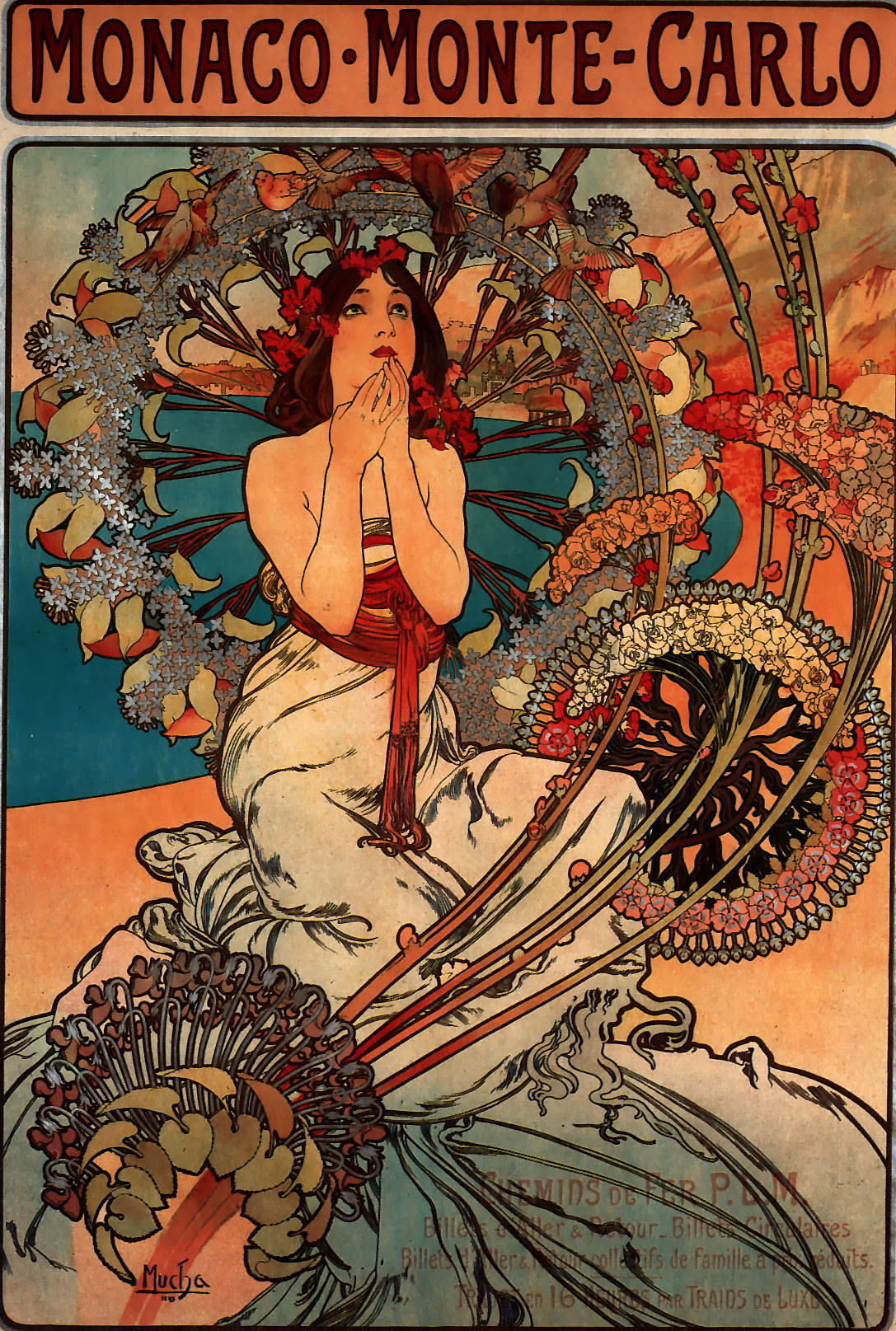
Belle Époque: Alfons Mucha - Monaco Monte Carlo

Jízdní kolo bylo na počátku 20. století, v tzv. Belle Époque, luxusním produktem, který si mohli dovolit jen jisté společenské vrstvy. V Bassanu del Grappa se první jízdní kola objevily ve výloze obchodníka Saggiotta e Zaramella, u kterého si je bylo možné pronajmout. O mnoho let později se kolo stalo nejobvyklejším prostředkem a to díky iniciativě průkopníků, jedním z nich byl také obchodník a řemeslník Pietro Dal Molin, rodák z Bassana. Byl fascinován jízdními koly a rychlostí, s jakou si v každodenním životě získávaly popularitu. Novinové zprávy se zaměřovaly na sportovní úspěchy prvních cyklistů v Anglii, Francii a Itálii. Dan Molin, který měl před rokem 1906 malý obchod a půjčovnu kol v Bassanu na ulici Piazzetta dell'Aquila, se rozhodl, že chce vyrábět kola vlastní značky.

### 1906–1918, Wilier

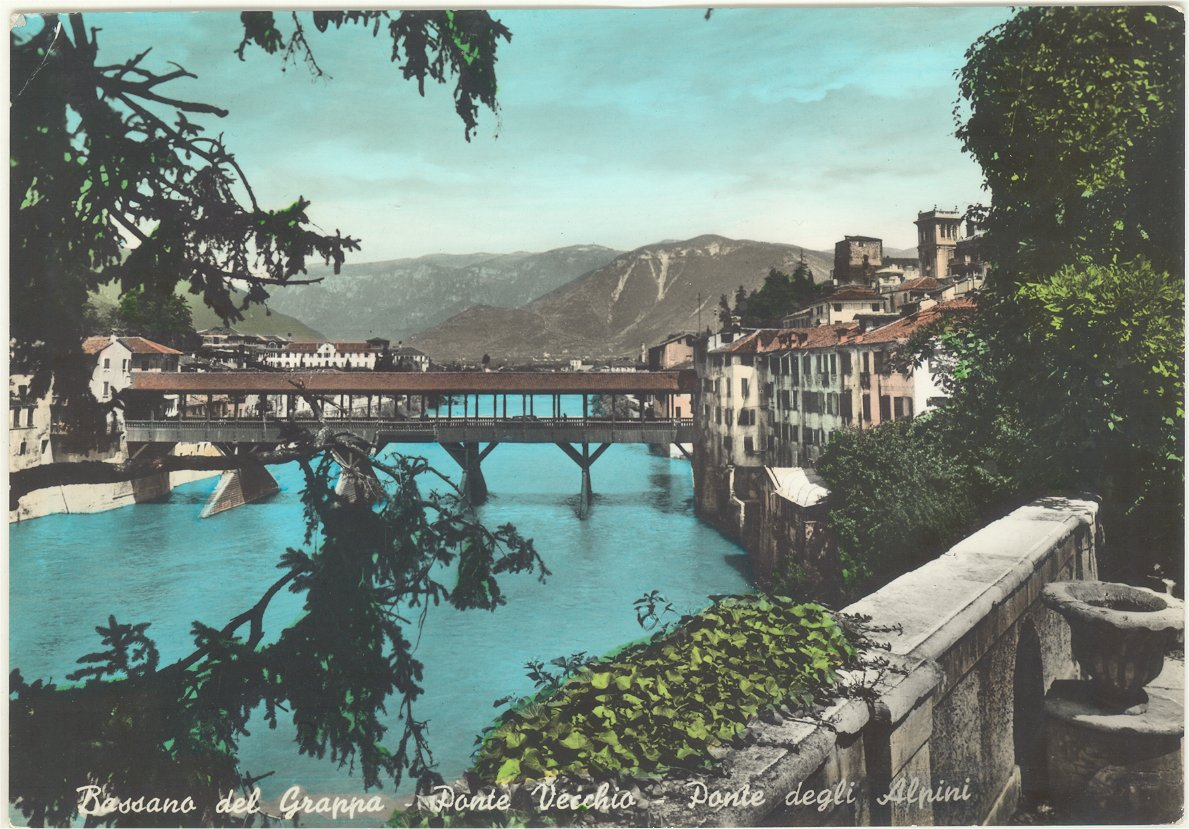
Bassano del Grappa, Ponte degli Alpini

S podporou manželky, úspěšné majitelce krejčovského salonu, která poskytla záruky bankám, získal úvěr. V létě 1906 koupil od krachující anglické firmy název Wilier a ochrannou známku na toto jméno. Přesvědčil svého bratra Giuseppeho, aby opustil práci ševce u otce a spolu založili malou dílnu na levém břehu řeky Brenty, směrem k San Fortunato. Dílna byla v místech, kde byl původní most, později přestavěný a kterému se říkalo „Most alpských vojáků„ dnes jde o most s názvem Ponte Nuovo.
Pietro Dal Molin si brzy ve městě získal úctu a respekt, díky vysoké kvalitě jeho kol. Během 10 let se firma se stala vyhledávanou, došlo k postavení továrny pro sériovou výrobu jízdních kol, a snížení nákladů a cen kol, došlo k vytvoření prodejní sítě. Pro odlišný charakter bratrů, se Giuseppe rozhodl opustit firmu Wilier a vrátil se zpět do ševcovské dílny svého otce.
Před vypuknutím první světové války byla firma Wilier dobře zavedenou značkou. V době první světové války to byla firma s růstovým potenciálem, dodávala jízdní kola italské armádě pro oddíly tzv. Bersaglieri, tedy oddíly ostrostřelců lehké útočné pěchoty, která byla pro rychlou mobilitu vystrojena bicykly.

### 1919–1945, Ciclomeccanica Dal Molin
Po válce Pietro Dal Molin předal firmu svému synovi Mariovi. Druhý syn, Angelo, si založil prodejnu kol v Bassanu, na ulici via Roma, kde prodával také jízdní kola konkurenčních značek. V té době bylo jízdní kolo nejrozšířenějším dopravním prostředkem. Název továrny byl změněn na Ciclomeccanica Dal Molin. V podniku byly zavedeny inovace, jako např. chromování a niklování. Jízdní kolo bylo v Itálii nejpopulárnějším dopravním prostředkem, a to i díky sportovním soutěžím, jako např. Giro d´Italia a cyklistům jako byl Costante Girardengo (18. březen 1893 – 9. únor 1978), Alfredo Binda a Learca Guerry (14. října 1902 – 7. února 1963).
V roce 1940, když Itálie vstoupila do druhé světové války, měla firma 100 zaměstnanců. Při náletech během války byla továrna mnohokrát poškozena bombami. V dubnu 1945 bylo město osvobozeno, továrna byla postupně obnovována o bylo započato s novou výrobou, od svařování ocelových trubek rámů až po lakování a montáž všech komponentů. Cyklistika byla po válce opět populární díky soupeření Gino Bartaliho a Fausta Coppiho. Výrobci kol, jako např. Legnano, Atala a Bianchi, sponzorovali jednotlivé závodníky.

### 1946, Wilier Triestina

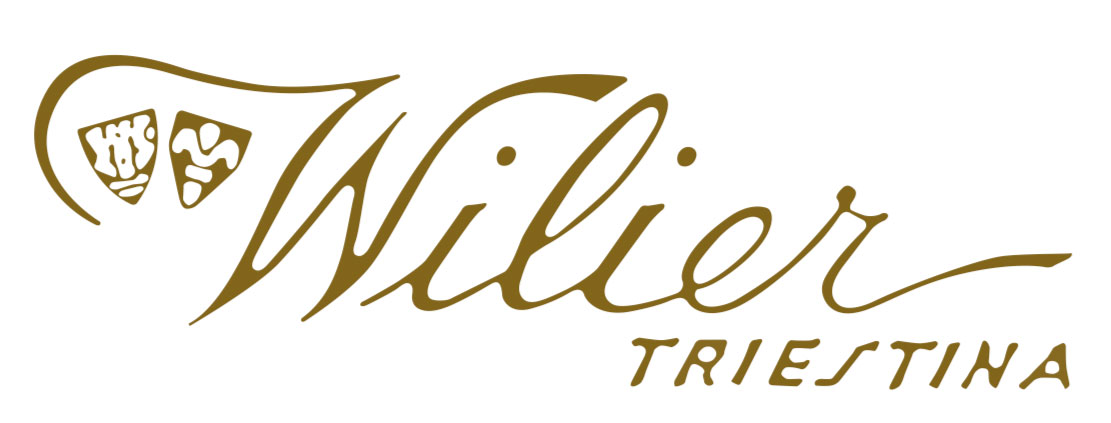
Logo Wilier Triestina

Firma Ciclomeccanica Dal Molin zahájila spolupráci s klubem Veloce Club Bassano, který byl založen roce 1892 a měl výborný tým amatérských cyklistů. Dal Molin měl velké plány. Chtěl spojit jména slavných cyklistů s městem Terst, které bylo v té době pod vládou Titových partyzánských sil, v lidech vzbudit vlasteneckou touhu pro připojení tohoto města zpět k Itálii. V roce 1946 se k profesionální cyklistické scéně připojil nový tým Wilier Triestina, který měl červené dresy se znakem halapartny San Giusto. 
Firma vyrobila nové kolo a nazvala jej Wilier Triestina. Kolo mělo netradiční červeno-měděnou barvu, která byla ihned patentována a stala se po desetiletí typickou pro kola této značky. Dal Molin a jeho partneři z klubu Veloce Club Bassano podporovali zpět připojení města Terst. Osobností týmu byl terstský rodák Giordano Cottur (24. května 1914, Terst – 8. březen 2006, Terst), který byl tou dobou oblíbeným místním závodníkem, když vyhrál jeden z nejtěžších závodů: z Bassana na vrchol Monte Grappa, jako amatér v roce 1935 a 1936. Stejný závod vyhrál Gino Bartali v roce 1934. Giordano Cottur se stal kapitánem jedenáctičlenného týmu složeného z: Antonio Bevilacqua, Bortolo Bof, Annibale Brasola, Giovanni Brotto, Guido De Santi, Angelo Degano, Pierino Favalli, Egidio Feruglio, Guerrino Lunardon, Angelo Menon a Giannino Piccolroaz.
Dres týmu symbolicky odkazoval na město Terst, kraťasy nesly označení „Dal Molin - Bassano del Grappa“. Vedením týmu byl pověřen místní rodák, starosta města Loria a člen národního týmu (1935–1937) Giovanni Zandona (26. květen 1910, Loria – 20. únor 1984, Castelfranco Veneto). Název Wilier byl považován za silný nacionalistický nátlak, který měl vest k řešení situace města Terst: „W l'Italia liberata e redenta“, kde W mělo být zkratka pro „Viva!“, doslovný překlad: „Vivat! Svobodná a vykoupená Itálie.", slovo Triestina je zdrobnělina a pochází od názvu města Terst, v italštině Trieste.
V předvečer Giro d'Italia, ve speciální vydání Il Gazzettino byl věnován článek nově vytvořenému profesionálnímu týmu Wilier Triestina. Článek odrážel postoj vedení týmu, jako např. italský nacionalismus a vlastenectví, podporu města Trest, které mělo být patronem týmu a tým, který byl symbolem touhy po připojení zpět k Itálii.  Mimo jiné bylo uvedeno, že závodníci týmu mohou být cyklisté, kteří žili, nebo se narodili v regionech Veneto a Friulia a také proč se jízdní kolo, na kterém závodili jmenovalo „La Triestina“. 
| Složení týmu na Giro d´Italia | Složení týmu na Giro d´Italia | Složení týmu na Giro d´Italia | Složení týmu na Giro d´Italia                                                         | Složení týmu na Giro d´Italia |
| číslo                         | závodník                      | město                         | vítězství                                                                             | celkové umístění              |
| ----------------------------- | ----------------------------- | ----------------------------- | ------------------------------------------------------------------------------------- | ----------------------------- |
| 43                            | Giordano Cottur               | Terst                         | 1. etapa: Milán – Turín (186 km)                                                      | 8. místo                      |
| 44                            | Antonio Bevilacqua            | Mestre                        | 2. etapa: Turín – Ženeva (190 km) 4. etapa: časovka Montecatini Terme – Prato (30 km) | 17. místo                     |
| 45                            | Giovanni Brotto               | Bassano del Grappa            |                                                                                       |                               |
| 46                            | Egidio Feruglio               | Bassano del Grappa            |                                                                                       | 37. místo                     |
| 47                            | Giannino Piccolroaz           | Trento                        |                                                                                       | 18. místo                     |
| 48                            | Angelo Degano                 | Udine                         |                                                                                       |                               |
| 49                            | Angelo Menon                  | Trento                        |                                                                                       |                               |

Tým existoval od roku 1946 do 1951.

### 1947, cromovelato ramato
Reklamní slogan: „Superlehké, vysoce odolné ocelové trubky, ozubená kola Campagnolo, kožené závodní sedlo, rám s patentovanou galvanickou úpravou, se středovým závitem, to je Wilier.“

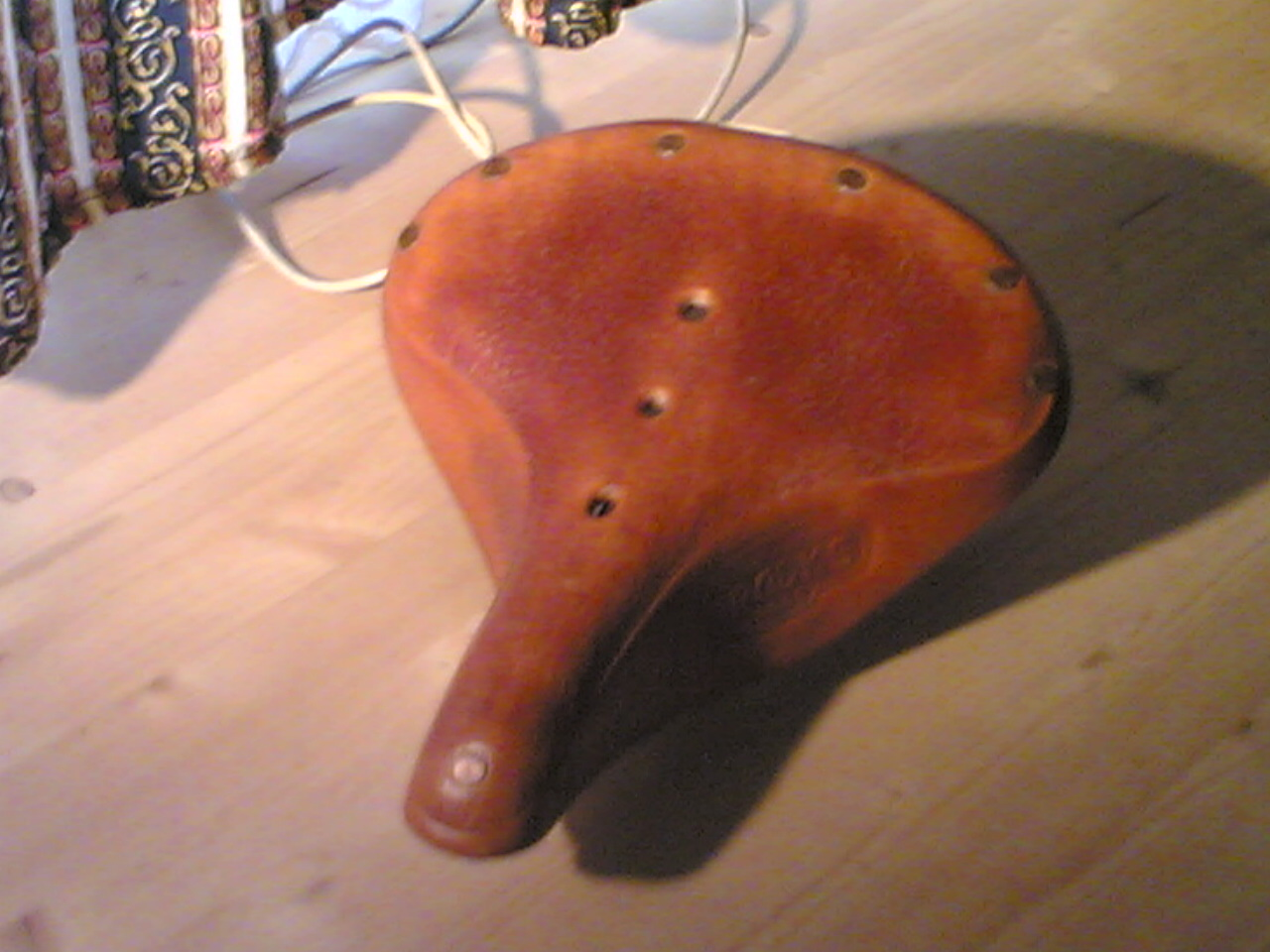
Brooks B-67, závodní sedlo

V období po válce, měla firma katalog ve čtyřech jazykových mutacích, který uváděl hlavní rysy všech kol, které byly vyrobeny pod úpatím Monte Grappa. Top modelem bylo kolo „speciale corsa - tipo Giro d'Italia“, identické jako používali Fiorenzo Magni, Giordano Cottur, Antonio Bevilacqua z týmu Veloce Club Bassano. Reklama jasně uváděla, že jde o „100% měděná kola“. Měděné pokovování bylo vytvořeno pracovníkem Brunem Villarihem, který pracoval ve firmě od roku 1908, mimo válečné období první světové války. Pokusy a omyly se snažil vytvořit barvu, která by co nejvíce odpovídala barvě týmových dresů. Jedním z posledních pokusů bylo míchání karmínově červené a jistého množství černé barvy. Když pozoroval postup při galvanizaci některých součástek, dostal nápad na galvanizaci pochromovaných trubek pomocí roztoku, který obsahoval měď, tím získal konečnou barevnou úpravu pro Wilier Triestina.
Když tento rám viděl Mario Dal Molin, nechal jej ihned osadit komponenty: sedlem od firmy Brooks, řídítky, pedály, převody, brzdami, řetězem Regina, ráfky s pneumatikami. Kolo bylo vystaveno na chodbě u vchodu do továrny, naproti hlavnímu ředitelství. Zaměstnanci, vedení firmy, zákazníci a dodavatelé toto kolo obdivovali. Bruno Villari se obával, že by se povrchová úprava mohla časem změnit díky oxidaci mědi, jako se to běžně děje u měděných střech. Během následujících týdnů lesklá měděná barva se stávala matnou a měděné pokovení ztratilo lesk. Na povrchu se začala objevovat oxidace s nazelenalou barvu. S pomocí Bortola Guazza, který se specializoval na nátěry povrchů automobilů, našel bezbarvý lak, kterým překryl měděné pokovení a tím zachoval jeho stálý vzhled. S pomocí Rema Sessiho vytvořil na rámech ozdobné jemné zlaté kresby, tzv. arabesky, které byly podobné krajce. Remi Sessi se stal ve firmě expertem na individuální dokončování rámů, nejen pro závodníky, ale i klienty, kteří očekávali luxusní výrobek. O spolupráci s ním usilovala také firma Bianchi. Sessi se ve věku 25 let se přestěhoval do Milána, kde pracoval jako nezávislý malíř. Bruno Villari později odešel do firmy Faacme, která jako jedna z prvních vyráběla smaltované kovové skříně dle tzv. „amerických kuchyní“.

### 1948, Argentina
V roce 1948 byl Wilier Triestina schopen uvádět na trh širokou škálu jízdních kol. Cestovní kola pro muže, ženy a děti, stejně jako silniční a dráhové modely z továrny na via Colomba. Tato široká produkce našla významné odbytiště v Jižní Americe. Dal Molin otevřel obchodní prostory v Buenos Aires a začal propagovat své výrobky v Argentině, kde žilo mnoho krajanů s italskými kořeny. Stejně jako v Itálii, byl obchod podporován sportem. Značka Wilier Triestina vstoupila do série argentinských cyklistických závodů. Do týmu byl získán např. Alberto Garcia, vítěz Doble Lobos a Gran Criterium di Apertura, Angelo Castellani, vítěz prologu a závěrečné klasifikace Doble Bragado, vítěz argentinského rychlostního šampionátu a šestidenního závodu v Buenos Aires, Jorge Olivera, úspěšný na 24 hodinovém závodu Americana, šampion mezinárodního závodu San Paolo a Dante Benvenuti, vítěz v High Valley Rio Nigro.
Plakát, který sděloval „Wilier vítězí v Argentině", byl u vchodu na všech důležitých akcích a výstavách. Na pozadí obrovského malovaného panelu byla majestátní obchodní transatlantická loď s nápisem Bassano, ze které jeřáb vykládal bedny s koly Wilier pro Argentinu. Ve spodní části byl okouzlující panoramatický výhled na „Fabbrica Cicli - Wilier S.p.a.“. V pravém horním rohu byl částečný pohled na planetu Zemi; na opačné straně, hvězdy Wiliera Triestiny, závodníci Fiorenzo Magni, bratři Sergio Maggini a Luciano Maggini, Giordano Cottur, Alfredo Martini, a další.

### 1950–1952, zánik Wilier Triestina
V 50. letech, kdy došlo k rozvoji ekonomiky, začali lidé v Itálii dávat přednost skútrům a motorkám, před sice levnějšími koly, ale méně komfortními. Firma začala značně exportovat, především na jihoamerické trhy. Z důvodu neplacení za dodávky kol se dostala do platební neschopnosti. Byl to však začátek úpadku firmy, která v té době zaměstnávala přibližně 300 dělníků a produkovala 250 kol denně. V roce 1951 došlo také k redukci sportovního týmu. V roce 1952 byla firma prodána společnosti MMM (Meccanica Moderna Milano), která se rozhodla zavést v některých částech podniku výrobu sportovních motocyklů značky Parilla. Současně byla udržována výrobní linka pro jízdní kola. V té době brány firmy Wilier většinou opouštěly motocykly a skútry, z nichž některé spadaly pod značku Wilier Triestina. Výroba jízdních kol byla ve stejném roce ukončena. Značka Ciclomeccanica Dal Molin, později Wilier Triestina, po téměř půl století zanikla. 

### 1969, obnovení Wilier Triestina

Městský znak Terstu

Bratři Lino a Antonio Gastaldello znali firmu již od dětství. Bydleli v Rossano Veneto, necelých deset kilometrů od Bassana. Jejich otec, Giovanni, pracoval pro Dal Molina a v rodině všichni věděli, co dělal, když přišla řeč na kola. V roce 1969 byla továrna na via Colomba, v Bassano del Grappa, převzata bratry Giacettovými z Bassana a Giovannim Longonem, prodejcem kol z Benátek. V majetku továrny byly stroje a materiál na výrobu kol z její poslední éry. Giovanni Longon navrhl Linovi a Antoniovi Gastaldellovým, aby to vše koupili, vč. značky Wilier Triestina za cenu 1 milion lir. Bratři Gastaldellové tuto nabídku přijali a zahájili novou novou éru značky Wilier Triestina. Prodali materiál, který nebyl nutný pro stavbu jízdních kol, výrobu přesunuli na via Stazione do Rossano Veneto. První rámy byly z nerezové oceli. V různých barevných kombinacích. V průběhu let se vrátili k původnímu měděnému odstínu. Hlavní prodejní trh byl především sever Itálie. v regionech Triveneto a v Terstu. 

### 1986
V roce 1986 se bratři Gastaldellové rozhodli přerušit svůj závazek technického sponzora profesionálních týmů a zaměřili se na rozvoj společnosti. V předchozích letech se zvýšil objem tržeb, počet zaměstnanců se zdvojnásobil, dobré tempo růstu představovalo riziko, že se bude opakovat vývoj z minulosti. Oba bratři Lino a Antonio Gastaldellové se rozhodli jít vlastními cestami, ale ve stejném oboru. Antonio zůstal v dílně na via Stazione, Lino založil obchodní pobočku Wilier Triestina s kancelářemi na via Aldo Moro. Společnost Wilier Triestina, která je dnes se zrodila pod vedením Lina Gastaldello.

### 1995
Byla postavena nová kancelářská budova v továrně via Fratelli Venzo, která byla navržena s ohledem na budoucnost, s dostatečným množstvím výrobních a logistických prostor. V těchto letech se postupně ocel zaměňovala s jinými, lehčími materiály.

### 2001
Byl vyroben první monokokový karbonový rám z materiálu K2.

### 2002
S podporou Mercatone Uno a Marca Pantaniho se Lino Gastaldello a jeho synové Michele, Enrico a Andrea, rozhodli zvýšit svou podporu profesionální cyklistiky. Nejsilnějším trhem bylo v té době Německo.

### 2004
V roce 2004 bylo pro mistra světa Igora Astarloa vyrobeno speciální kolo inspirované barvami duhy.
Firma uvedla model kola Wilier Imperial: První rám s kuželovými průřezem trubek a integrovaným headsetem. Na rámu byly aplikovány koncepty odvozené ze studie o tuhosti oblasti řízení. Rám měl částečně integrovanou vidlici.

#### Partner závodů Milán-San Remo a Giro d’Italia
V roce 2004 se Wilier Triestina stal oficiálním partnerem závodů Giro d’Italia a Milana San Rema. Rodina Gastaldello uzavřela dohodu se společností RCS, pořadatelem obou závodů. Smlouva podepsaná s RCS stanovila tříletou opci. „Rozhodli jsme se udělat tento krok, protože věříme v možnosti, který dokáže Giro d'Italia sdělit u nás i v zahraničí", uvedl Andrea Gastaldello, ředitel Wilier Triestina.

#### Spolupráce se Shimano

Logo Shimano

Dne 28. června 2004 byl na návštěvě ve firmě Wilier Triestina Yoshizo Shimano, předseda japonského průmyslového giganta Shimano, výrobce komponentů pro jízdní kola. Firma Wilier Triestina byla jedním z hlavních klientů společnosti Shimano v Evropě a jeho šéf dorazil helikoptérou do Rossano Veneto. Firmu Wilier Triestina označil jako jednu z nejzajímavějších na cyklistické obchodní scéně. Uvítal jej Lino Gastaldello a jeho synové Michele, Enrico a Andrea. Navštívil jednotlivá oddělení firmy, výrobu a zastavil se ve výstavní expozici, kde strávil nějaký čas před kolem a dresem, který patřil Marcu Pantanimu. „Návštěva pana Shimana nás překvapila a polichotila" komentoval Lino Gastaldello, „Když byl v Itálii požádal vedení Shimano v Miláně, aby se mohl osobně setkal s několika zástupci společností a jsme rádi, že jsme byli mezi nimi. Zdálo se, že má zájem o další spolupráci s námi a to je důležité uznání naší práce."

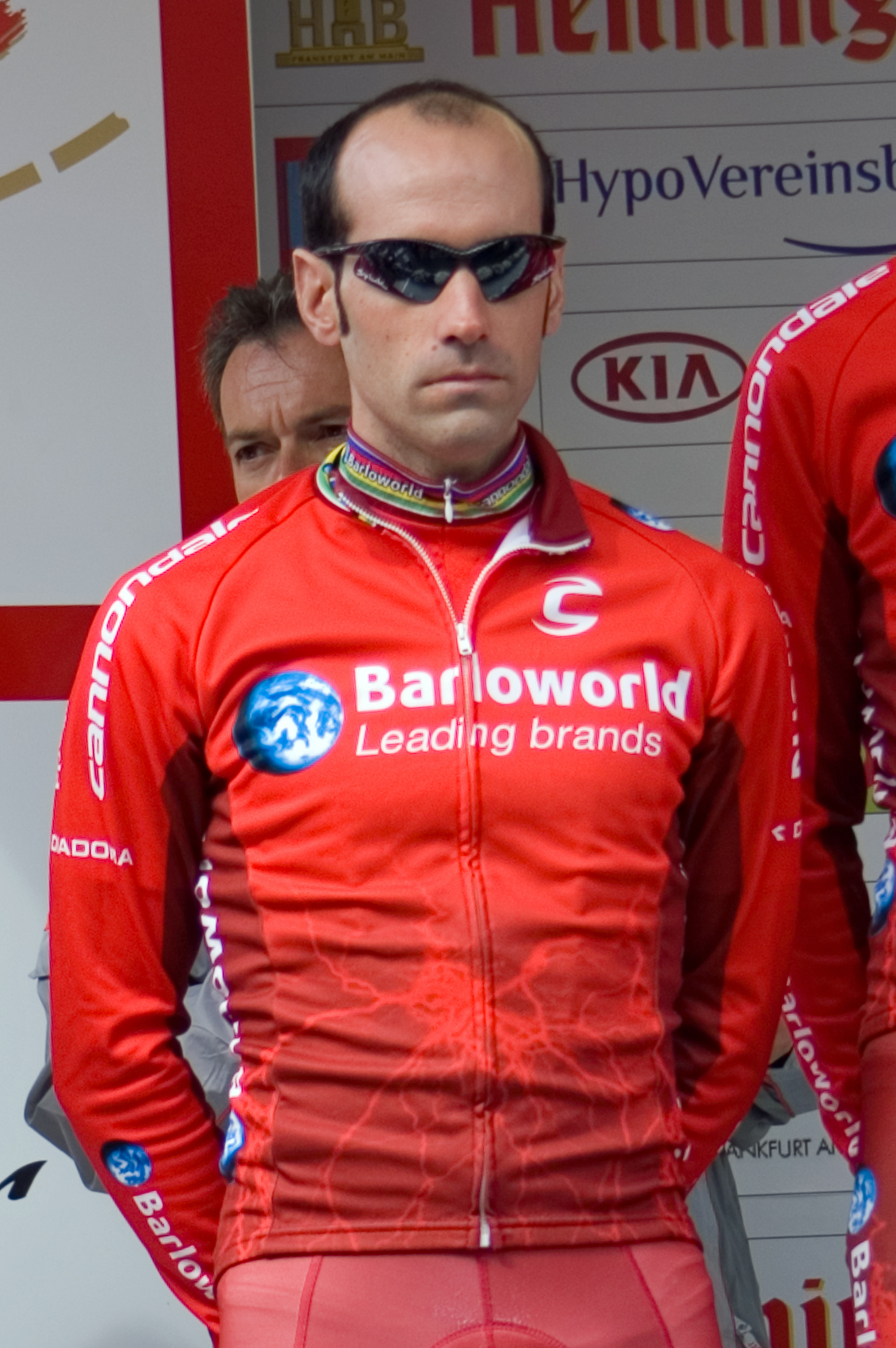
Igor Astarloa (Henninger Turm 2006)

Profesionální cyklista, mistr světa, Igor Astarloa se při návštěvě továrny zastavil před kolem, které měl v roce 1997 na Tour de France Marco Pantani z týmu Mercatone Uno. který na tomto kole vyhrál 13. etapu z Saint-Étienne do Alpe d'Huez, 15. etapu z Courchevel do Morzine a celkově skončil na třetím místě. „Pantani byl jedním ze závodníků, kteří způsobili, že jsem se zamiloval do cyklistiky." řekl Astarloa, „Ve stoupáních vyčníval nad svými protivníky a fascinoval fanoušky. Měl sebou fotografie, podepisoval autogramy, potřást si s nimi rukou."

### 2005
Firma uvedla model kola Wilier Le Roi: Kolo s lehčím rámem, větší tuhostí, díky konstrukci tzv. „trubice v trubici".

#### Partner závodu Giro d’Italia a 10. etapa v Rossano Veneto
Ve středu 18. května 2005, se město Rossano Veneto, díky podpoře firmy Wilier Triestina, Selle Italia a městského zastupitelstva, stalo cílem 212 kilometrů dlouhé 10. etapy z Ravenny. Cílem byl 5,3 km dlouhý okruh, který peloton absolvoval třikrát před dojezdem na via le Monte Grappa. 

#### Pantaniho poslední Wilier

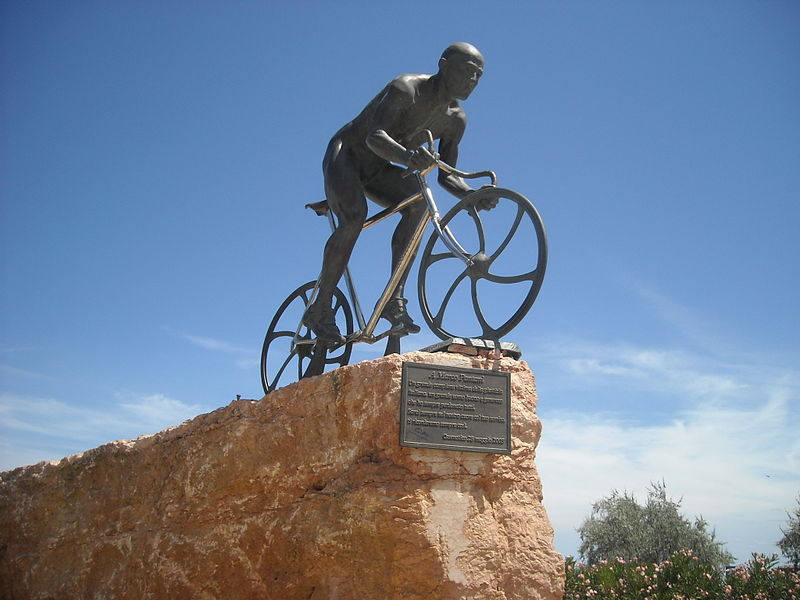
Socha Marca Pantaniho

V sobotu 28. května 2005 byla na náměstí Piazza Marconi v Cesenatico umístěná bronzová socha Marca Pantaniho na kole s viditelným logem Wilier. Sochařka Emanuela Pierantozzi vytvořila repliku modelu kola, které Marco Pantani používal v sezoně 1997 a 2002.

#### Granfondo
Dne 18. května 2005 se Wilier Triestina stala pořadatelem Gran Fondo Wilier Triestina „Città di Vicenza". Na startovní čáře bylo více než tisíc závodníků, včetně dvou velkých jmen: domácí idol Emanuela Selly a kapitán týmu Cofidis Leonarda Bertagnolliho. Wilier Triestina Gran Fondo projížděl dvanácti obcemi. Na výběr byly dvě trasy: 161 a 104 kilometrů. Rozděleno byly ceny v osmi mužských a ženských kategoriích.

#### 100 let historie
V roce 2003 rodina Gastaldello zahájila projekt na rozšíření areálu, výrobních prostor, které se rozkládají na ploše více než 5 400 m2. Moderní a funkční továrna, ve které se v přízemí nachází velká plocha určená pro skladové a správní, administrativní a obchodní kanceláře. Výrobní oddělení se nachází na vyvýšeném podlaží. Právě zde se formují kola s halapartnou ve znaku. Zhruba deset kilometrů, sto let a tisíce příběhů odděluje dnešní Wilier Triestina od první dílny, kde Pietro Dal Molin vytvořil jeho prvního „ocelové koně". V roce 2005 opustilo továrnu více než 11 000 jízdních kol z továrny na via Fratel Venzo. Přibližně 50% směřuje do zahraničí: země EU, USA, Kanady, na Dálný východ, Austrálie.

### 2006, 2007
Firma uvedla model kola Wilier Cento: Kolo ke 100 výročí. Na kolo byly aplikovány koncepty odvozené ze studie tuhosti. Byla zavedena nadrozměrná spodní konzola. Došlo k použití jednoho kusu uhlíku tzv. „back triancolo". Povrchová úprava na modelu Cento10AIR Ramato, evokuje barvu kola z roku 1947, tedy pochromováni mědi (cromovelato ramato).

### 2008, 2009
Firma uvedla model kola Wilier Cento1: Na tomto kole byly použity lehčí a odolnější materiály, jako třeba uhlík 46TON.

### 2010
Firma uvedla model kola Wilier Cento1SL: Bylo použito uhlíkové vlákno 60TON.
V desetiletí (2000-2010) Wilier Triestina zvýšil a upevnil svou mezinárodní pozici s dvojciferným procentním nárůstem z hlediska obratu a počtu vyrobených jízdních kol. 

### 2011
Firma vyvinula nové modely kol:
- Cento1: lehké, tuhé, rychlé a citlivé na řízení.
- Granturismo a GTR: Pro ty maximální komfort a zároveň výkon závodního kola.
- TwinBlade: Kolo s inovativním aerodynamickým designem.
- Zero 7: Nejlehčí rám od Wilier Triestina, váží méně než 800 gramů.
- Cento1SR a Cento1AIR: Součet všech charakteristických rysů předchozích modelů.

### 2012
Firma uvedla model kola Wilier Zero.7: Pro tento rám byl vyvinut středový závit BB386, který německý výzkumný ústav Zedler definoval jako nejpevnější na světě. Bylo použito karbonové vlákno SEI Film, nejlehčí, které se používalo u Wilier Triestina. Standardní váha rámu velikosti M  byl 800 g. Na kole Zero.7 jezdili závodníci týmu Lampre–ISD, např. Damiano Cunego a Michele Scarponi.
Firma vyvinula model Wilier Cento1SR. Model měl integrované komponenty (přední vidlice, sedlovka, úchyt přesmykovače, integrované kabely), vynikající aerodynamiku (použitím uhlíku 60TON, trubek se zkosenými profily) a citlivost řízení (použití středu BB386, pevného asymetrické zadní zavěšení, integrovaná vidlice). Kolo bylo poprvé představeno 30. června na Tour de France.
V listopadu Wilier oficiálně ohlásil ukončení spolupráce s týmem Lampre–ISD, pro porušení smlouvy. Smlouvy byla původně uzavřena do roku 2013. 

### 2013
Na mezinárodní výstavě Eurobike 2013, bylo představeno kolo Wilier Cento 1 Air.  V červenci byla představena modelová řada pro rok 2014: nový model GTR a Zero.7. V listopadu bylo ohlášeno, že cyklistický tým Team Colombia, přešel na kola Wilier.

### 2014
Firma na trh uvedla model kola Wilier Cento1AIR: Jednalo se o kolo v 5. generaci, s vynikající aerodynamiku (použitím tenkých trubek se zkosenými profily) a větší citlivost řízení (použití středu BB386, pevného asymetrické zadní zavěšení, integrovaná vidlice). 

### 2015
V Belgii byla v říjnu otevřena firemní prodejna, tzv. PuntoRosso ve městě Pulderbos. Byla to již 23. konceptová prodejna na světě a první v Belgii.
Byl představen první MTB tým Wilier Force Squadra Corse.
Firma uvedla model kola: Wilier Cento1SR, který byl vybaven ve standardu aerodynamickou sedlovou trubkou , a model GTS Disc, silniční kolo s kotoučovými brzdami.

### 2016
Speciální edice kola Wilier Zero.6, které bylo vyrobeno k 110. výročí firmy v poštu 200 ks, bylo během 10 dnů vyprodáno: Itálie 39 ks, Francie 22 ks, Španělsko 19 ks, USA 15 ks, Austrálie 15 ks, Benelux 13 ks, Anglie 6 ks, Japonsko 4 ks, ostatní byly dodány zákazníkům do Číny, Kolumbie, Singapuru, Indonésie.
Vedení Wilier Triestina se distancovalo do technologických podvodů, tzv. technologický doping, v cyklistice.
Model kola WILIER GTR SL byl nominován jako kolo roku 2016.

### 2017
Model kola Cento10NDR získal cenu EUROBIKE AWARD 2017.
Firma Wilier Triestina pokračuje jako partner cyklistického závodu Giro d´Italia, v sezoně 2017 a 2018.

### 2018
Firma Wilier Triestina se stal partnerem cyklistického týmu Team Direct Energie pro rok 2018.
Na Tour de France 2018 byly připraveny modely kola Cento10PRO. Např. závodník Sylvain Chavanel použil model Cento10PRO Ramato.

### 2019
Firma Wilier Triestina pokračovala ve spolupráci s týmem Total Direct Energie v sezóně 2019.
Dne 24. června firma představila model Wilier ZERO SLR. Sloganem tohoto kola bylo: „NOTHING WILL BE THE SAME." Model Zero SLR byl první ultra lehké závodní kolo s kotoučovými brzdami a plně integrovanými kabely (brzdová lanka, rozvody pro řadící systém přehazovačky a přesmykovače). Model byl k dispozici ve třech barevných provedeních: sametově červená matná, černá matná, admirálská modrá matná. Výrobce udával váhu rámu 780 gr. ± 5%,  váha přední vidlice 340 gr. ± 5%. Kompletní kolo mělo 6,50 kg. Vyrábělo se ve 12 variantách s osazením sadami Shimano (DURA ACE DI2 9170, ULTEGRA DI2 8070) a SRAM (RED ETAP AXS DISC 2X12 XDR, FORCE ETAP AXS DISC 2X12 XDR).
Na mezinárodní výstavě Eurobike 2019 získal model Cento10 Hybrid vítěznou cenu ve své kategorii. Porota řekla: „Toto e-kolo je skvělou ukázkou současného stavu v segmentu silničních e-kol. Používá standardní komponenty a technologii pohonu. Obzvláště nás ohromilo zpracování, které jde do posledního detailu. To sahá od integrace součástí e-kola až k finálnímu produktu.“
Dne 2. prosince bylo oznámeno, že se Wilier Triestina stal oficiálním partnerem cyklistického týmu Astana Pro Team pro sezonu 2020. Toto je druhé partnerství (Total Direct Energie) s cyklistickým týmem, který se účastní závodů UCI Grand Tour.

## Produkce kol

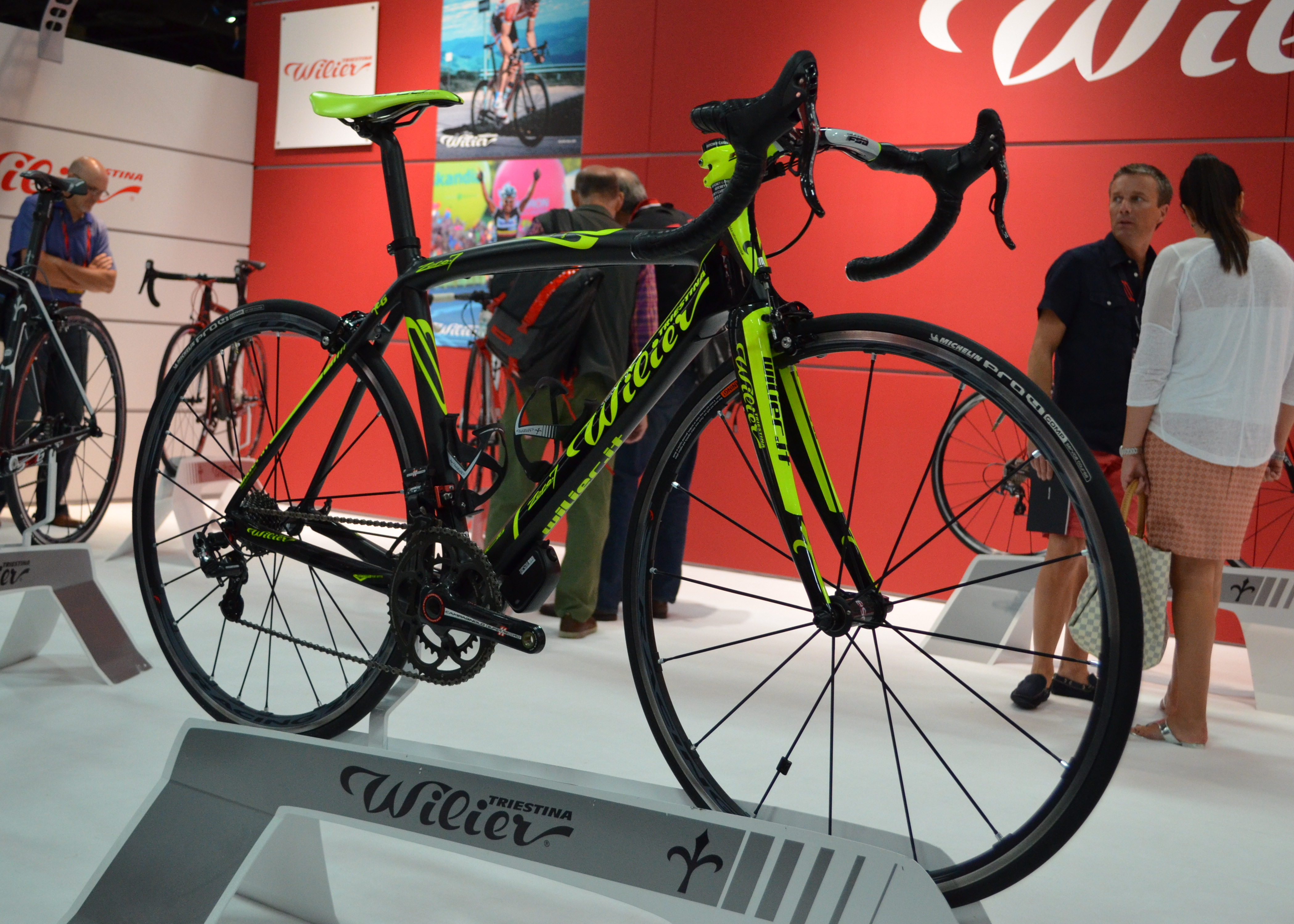
Wilier Zero 7, model 2014

V roce 1995 firma vyráběla 1 000 ks kol ročně, v 2004 10 000 ks, 2013 28 000 ks, a v 2016 30 000 Kol ročně.
Stejně jako u jiných italských značek (Pinarello, De Rosa a Colnago) výroba karbonových rámů probíhá v asijských továrnách.
V roce 2001 byl představen první uhlíkový monocoque rám, který vážil 1200 gramů. V roce 2011, představili uhlíkový rám s názvem Zero.7 a hmotností 800g. Vývoj jednotlivého modelu kola, rámu trvá od 12 do 18 měsíců.
Pro výrobu prototypů využívají italskou dílnu Diega Salomoniho z Rossano Veneto, která vyrábí pod svou značkou Visual ročně 1 200 hliníkových rámů a pouze 500 uhlíkových.
Firma Wilier Triestina má zastoupení na pěti kontinentech. V současné době společnost z Rossano Veneto exportuje 80% své produkce, zatímco zbývajících 20% jde na italský trh. Wilier Triestina působí ve všech zemích Evropy, USA, Kanadě, zemích Střední Ameriky, Austrálie, Nového Zélandu, Brazílie, Číny, Japonska, zemí Dálného východu, Ruska, Kazachstánu, Jihoafrické republiky, Spojených arabských emirátů a dalších zemí.
Celková produkce je rozdělena takto: 75% jsou závodní kola, zatímco zbývající část jsou MTB a volnočasová kola.

### Kola dle zaměření (modely 2019)
| Využití / Typ kola | Silniční kola                                                                                                  | Horská kola                                                                   | Triatlonová kola | Gravel                                    | E-kola                                                                   |
| ------------------ | --- | ----------------------------------------------------------------------------- | ---------------- | ----------------------------------------- | ------------------------------------------------------------------------ |
| Závodní            | ZERO SLR Cento10PRO Cento10NDR ZERO.6 UNLIMITED ZERO.7 SUPERLEGGERA CENTO1AIR CENTO1NDR GTR TEAM GTR TEAM DISC | 110FX 110X 101X                                                               | WILIER TURBINE   | JENA                                      |                                                                          |
| Vytrvalostní       | CENTO10NDR SUPERLEGGERA CENTO1AIR CENTO1NDR CENTO1 HYBRID GTR TEAM MONTEGRAPPA LUNA                            | 110FX 110X E803ENDURO E803TRB 101X E803XB E803XN 503X RACE 503X PRO 503X COMP |                  | EADVENTURE JAROON JENA JAROON PLUS JAREEN | EADVENTURE E803ENDURO E803TRB E803XB E803XN CENTO1 HYBRID CENTO10 HYBRID |
| Volnočasová        | CENTO1 HYBRID MONTEGRAPPA LUNA                                                                                 | E803ENDURO E803TRB E803XB E803XN 503X RACE 503X PRO 503X COMP                 |                  | EADVENTURE JAROON JENA JAROON PLUS JAREEN | EADVENTURE E803ENDURO E803TRB E803XB E803XN CENTO1 HYBRID                |

## Podpora sportu

### Sportovní týmy, individuální sportovci s koly této značky
Týmy s koly této značky (řazeno dle let):
| Rok  | Tým / Individuální sportovec              | Země                    | UCI kód | Licence                       | Typ závodu                             |
| ---- | ----------------------------------------- | ----------------------- | ------- | ----------------------------- | -------------------------------------- |
| 1979 | Mecap - Hoonved                           | Itálie                  |         | UCI 1                         |                                        |
| 1981 | Selle San Marco                           | Itálie                  |         | UCI 1                         |                                        |
| 1982 | Selle San Marco Wilier Triestina          | Itálie                  |         | UCI 1                         |                                        |
| 1983 | Mareno - Wilier Triestina                 | Itálie                  |         | UCI 1                         |                                        |
| 1984 | Supermercati Brianzoli                    | Itálie                  |         | UCI 1                         |                                        |
| 1985 | Supermercati Brianzoli                    | Itálie                  |         | Trade Team 1 (TT1)            |                                        |
| 1995 | Brescialat                                | Itálie                  | BRE     | Trade Team 1 (TT1)            |                                        |
| 1997 | Mercatone Uno                             | Itálie                  | MER     | Trade Team 1 (TT1)            |                                        |
| 1998 | Brescialat - Liquigas                     | Itálie                  | BRE     | Trade Team 1 (TT1)            |                                        |
| 1999 | LIQUIGAS                                  | Itálie                  | LIQ     | Trade Team 2 (TT2)            |                                        |
| 2000 | Liquigas - Pata                           | Itálie                  | LIQ     | Trade Team 1 (TT1)            |                                        |
| 2001 | Liquigas - Pata                           | Itálie                  | LIQ     | Trade Team 1 (TT1)            |                                        |
| 2002 | Mercatone Uno                             | Itálie                  | MER     | Trade Team 1 (TT1)            |                                        |
| 2003 | Lampre                                    | Itálie                  | LAM     | Trade Team 1 (TT1)            |                                        |
| 2003 | Gerolsteiner                              | Německo                 | GST     | Trade Team 1 (TT1)            |                                        |
| 2004 | Lampre                                    | Itálie                  | LAM     | Trade Team 1 (TT1)            |                                        |
| 2004 | Gerolsteiner                              | Německo                 | GST     | Trade Team 1 (TT1)            |                                        |
| 2005 | Cofidis, le Crédit par Téléphone          | Francie                 | COF     | UCI ProTour                   |                                        |
| 2005 | Perutnina Ptuj                            | Slovinsko               | PER     | Continental Team              |                                        |
| 2006 | Team Cofidis, le Crédit par Téléphon      | Francie                 | COF     | UCI ProTour                   |                                        |
| 2006 | Team Lampre - Fondital                    | Itálie                  | LAM     | UCI ProTour                   |                                        |
| 2007 | Lampre - Fondital                         | Itálie                  | LAM     | UCI ProTour                   |                                        |
| 2008 | Lampre                                    | Itálie                  | LAM     | UCI ProTour                   |                                        |
| 2009 | LAMPRE - N.G.C.                           | Itálie                  | LAM     | UCI ProTour                   |                                        |
| 2010 | Lampre - Farnese Vini                     | Itálie                  | LAM     | UCI ProTour                   |                                        |
| 2011 | Lampre - ISD                              | Itálie                  | LAM     | UCI ProTour                   |                                        |
| 2012 | Lampre - ISD                              | Itálie                  | LAM     | UCI ProTour                   |                                        |
| 2013 | Lampre - Merida                           | Itálie                  |         | ProTour Team                  |                                        |
| 2013 | Colombia                                  | Kolumbie                | CO4     | Professional Continental Team |                                        |
| 2013 | Concordia Forsikring - Riwal              | Dánsko                  | VPC     | Continental Team              |                                        |
| 2013 | Vanderkitten                              | Spojené státy americké  | EVDK    | Elite 2                       |                                        |
| 2014 | Riwal Cycling Team                        | Dánsko                  | VPC     | Continental Team              |                                        |
| 2014 | Colombia                                  | Kolumbie                | CO4     | Professional Continental Team |                                        |
| 2014 | UnitedHealthcare Pro Cycling Team         | Spojené státy americké  | UHC     | Professional Continental Team |                                        |
| 2014 | Vanderkitten                              | Spojené státy americké  | EVDK    | Elite 2                       |                                        |
| 2015 | UnitedHealthcare Pro Cycling Team         | Spojené státy americké  | UHC     | Professional Continental Team |                                        |
| 2015 | Colombia                                  | Kolumbie                | CO4     | Professional Continental Team |                                        |
| 2015 | UNIEURO WILIER                            | Itálie                  | UNI     | Continental Team              |                                        |
| 2015 | Riwal Platform Cycling Team               | Dánsko                  | RIW     | Continental Team              |                                        |
| 2015 | CK Příbram Fany Gastro                    | Česko                   | PFG     | Continental Team              |                                        |
| 2015 | Wilier - Force - 7C                       | Itálie                  |         |                               | MTB závody                             |
| 2016 | Riwal Platform Cycling Team               | Dánsko                  | RIW     | Continental Team              |                                        |
| 2016 | CK Příbram Fany Gastro                    | Česko                   | PFG     | Continental Team              |                                        |
| 2016 | UNIEURO WILIER                            | Itálie                  | UNI     | Continental Team              |                                        |
| 2016 | Strongman-Campagnolo Wilier               | Kolumbie                | SCQ     | Continental Team              |                                        |
| 2016 | WILIER - SOUTHEAST                        | Itálie                  | STH     | Professional Continental Team |                                        |
| 2016 | UnitedHealthcare Pro Cycling Team         | Spojené státy americké  | UHC     | Professional Continental Team |                                        |
| 2017 | Riwal Platform Cycling Team               | Dánsko                  | RIW     | Continental Team              |                                        |
| 2017 | BICICLETAS STRONGMAN COLOMBIA COLDEPORTES | Kolumbie                | BSM     | Continental Team              |                                        |
| 2017 | Unieuro Trevigiani - Hemus 1896 2017      | Bulharsko               | UNI     | Continental Team              |                                        |
| 2017 | CK Příbram Fany Gastro                    | Česko                   | PFG     | Continental Team              |                                        |
| 2017 | High5 Dream team                          | Austrálie               | -       | Club Team                     |                                        |
| 2017 | WILIER-SELLE ITALIA                       | Itálie                  | WIL     | Professional Continental Team |                                        |
| 2018 | RIWAL CERAMICSPEED CYCLING TEAM           | Dánsko                  | RIW     | Continental Team              |                                        |
| 2018 | ALASAYL CYCLING TEAM                      | Spojené arabské emiráty | ACT     | Women’s Team                  |                                        |
| 2018 | Autoglas Wetteren Cycling Team            | Belgie                  | EAWC    | Elite 2                       |                                        |
| 2018 | BICICLETAS STRONGMAN COLOMBIA COLDEPORTES | Kolumbie                | BSM     | Continental Team              |                                        |
| 2018 | TREVIGIANI PHONIX HEMUS 1896              | Bulharsko               | UNI     | Continental Team              |                                        |
| 2018 | DOLTCINI - VAN EYCK SPORT                 | Belgie                  | DVE     | Women’s Team                  |                                        |
| 2018 | WILIER TRIESTINA-SELLE ITALIA             | Itálie                  | WIL     | Professional Continental Team |                                        |
| 2018 | DIRECT ENERGIE                            | Francie                 | TDE     | Professional Continental Team |                                        |
| 2018 | Andreas Dreitz                            | Německo                 |         |                               | 70.3 (Ironman), Dlouhý triatlon        |
| 2019 | MULTUM ACCOUNTANTS LADIES CT              | Belgie                  | EMAL    | Women’s Team                  |                                        |
| 2019 | TOTAL DIRECT ENERGIE                      | Francie                 | TDE     | Professional Continental Team |                                        |
| 2019 | DOLTCINI - VAN EYCK SPORT                 | Belgie                  | DVE     | Women’s Team                  |                                        |
| 2019 | PROTOUCH                                  | Jižní Afrika            | PRO     | Continental Team              |                                        |
| 2019 | COLDEPORTES BICICLETAS STRONGMAN          | Kolumbie                | BSM     | Continental Team              |                                        |
| 2019 | Omar Di Felice                            | Itálie                  |         |                               | Ultramaraton (vytrvalostní cyklistika) |

### Sportovní výsledky závodníků

#### 1946–1950
| Rok  | Tým              | Závodník                 | Závod             | Umístění        | Poznámka                                          |
| ---- | ---------------- | ------------------------ | ----------------- | --------------- | ------------------------------------------------- |
| 1946 | Wilier Triestina | Giordano Cottur (ITA)    | Giro d'Italia     | vítěz 1. etapy  | z Milán do Turín, 185 km                          |
| 1946 | Wilier Triestina | Antonio Bevilacqua (ITA) | Giro d'Italia     | vítěz 2. etapy  | z Turín do Janov, 190 km                          |
| 1946 | Wilier Triestina | Antonio Bevilacqua (ITA) | Giro d'Italia     | vítěz 4. etapy  | z Montecatini Terme do Prato, 30 km (časovka TTI) |
| 1947 | Wilier Triestina | Giordano Cottur (ITA)    | Giro d'Italia     | vítěz 6. etapy  | z Florencie do Perugia, 161 km                    |
| 1948 | Wilier Triestina | Giordano Cottur (ITA)    | Giro d'Italia     | vítěz 1. etapy  | z Milána do Turína, 190 km                        |
| 1948 | Wilier Triestina | Luciano Maggini (ITA)    | Giro d'Italia     | vítěz 3. etapy  | z Janova do Parma, 243 km                         |
| 1948 | Wilier Triestina | Fiorenzo Magni (ITA)     | Giro d'Italia     | vítěz 19. etapy | z Brescia do Milána, 231 km                       |
| 1948 | Wilier Triestina | Fiorenzo Magni (ITA)     | Giro d'Italia     | celkový vítěz   |                                                   |
| 1949 | Wilier Triestina | Luciano Maggini (ITA)    | Giro d'Italia     | vítěz 15. etapy | z Janova do San Remo, 136 km                      |
| 1949 | Wilier Triestina | Fiorenzo Magni (ITA)     | Kolem Flander[43] | vítěz           |                                                   |
| 1950 | Wilier Triestina | Fiorenzo Magni (ITA)     | Kolem Flander[43] | vítěz           |                                                   |
| 1950 | Wilier Triestina | Antonio Bevilacqua (ITA) | Giro d'Italia     | vítěz 4. etapy  | z Livorno do Janova, 216 km                       |
| 1950 | Wilier Triestina | Antonio Bevilacqua (ITA) | Giro d'Italia     | vítěz 12. etapy | z Ferrara do Rimini, 144 km                       |
| 1950 | Wilier Triestina | Fiorenzo Magni (ITA)     | Giro d'Italia     | vítěz 16. etapy | z L'Aquila do Campobasso, 203 km                  |
| 1950 | Wilier Triestina | Fiorenzo Magni (ITA)     | Tour de France    | vítěz 8. etapy  | z Angers do Niort, 181 km                         |
| 1950 | Wilier Triestina | Antonio Bevilacqua (ITA) | Trofeo Baracchi   | vítěz           |                                                   |
| 1950 | Wilier Triestina | Fiorenzo Magni (ITA)     | Trofeo Baracchi   | vítěz           |                                                   |

#### 1979– do současnosti
Na doporučení Dino Zandegy (* 31. květen 1940) se bratři Gastaldellové rozhodli od roku 1979 podporovat cyklistický sport a dodávat svá kola některým závodním týmům.
V tabulce jsou od roku 1979 do současnosti uvedeny jen tyto závody: hlavní klasiky (Milán – San Remo, Kolem Flander, Paříž – Roubaix, Lutych – Bastogne – Lutych, Giro di Lombardia), grand tour (Giro d´Italia, Tour de France, Vuelta a España), národní nebo světové šampionáty.
| Rok  | Tým                                 | Závodník                   | Závod                                        | Umístění        | Poznámka                                            |
| ---- | ----------------------------------- | -------------------------- | -------------------------------------------- | --------------- | --------------------------------------------------- |
| 1979 | Mecap - Hoonved                     | Mario Beccia (ITA)         | Giro d'Italia                                | vítěz 1. etapy  | z Florencie do Perugio, 156 km                      |
| 1979 | Mecap - Hoonved                     | Dino Porrini (ITA)         | Giro d'Italia                                | vítěz 13. etapy | z Aosta do Meda, 229 km                             |
| 1985 | Supermercati Brianzoli              | Alfredo Chinetti (ITA)     | Mistrovství Itálie                           | vítěz           |                                                     |
| 1995 | Brescialat                          | Filippo Casagrande (ITA)   | Giro d'Italia                                | vítěz 5. etapy  | z Porto Recanati do Tortoreto, 182 km               |
| 1995 | Brescialat                          | Mariano Piccoli (ITA)      | Giro d'Italia                                | vítěz 15. etapy | z Schnals do Lenzerheide (Švýcarsko), 185 km        |
| 1997 | Mercatone Uno                       | Marco Pantani (ITA)        | Tour de France                               | vítěz 13. etapy | z Saint-Étienne do Alpe d'Huez, 203,5 km            |
| 1997 | Mercatone Uno                       | Marco Pantani (ITA)        | Tour de France                               | vítěz 15. etapy | z Courchevel do Morzine, 208,5 km                   |
| 1997 | Mercatone Uno                       | Mario Traversoni (ITA)     | Tour de France                               | vítěz 19. etapy | z Montbéliard do Dijon, 172.0 km                    |
| 1998 | Brescialat - Liquigas               | Mariano Piccoli (ITA)      | Giro d'Italia                                | vítěz 1. etapy  | z Nice do Cuneo, 159 km                             |
| 2000 | Liquigas - Pata                     | Serhiy Honchar (UKR)       | World Time Trial Champion in Plouay          | vítěz           |                                                     |
| 2000 | Liquigas - Pata                     | Cristian Moreni (ITA)      | Giro d'Italia                                | vítěz 2. etapy  | z Terracina do Maddaloni, 225 km                    |
| 2001 | Liquigas - Pata                     | Ellis Rastelli (ITA)       | Giro d'Italia                                | vítěz 1. etapy  | z Giulianova do Francavilla do Mare, 205 km         |
| 2001 | Liquigas - Pata                     | Denis Zanette (ITA)        | Giro d'Italia                                | vítěz 10. etapy | z Lido di Jesolo do Ljubljany (Slovinsko), 212 km   |
| 2005 | Cofidis, le Crédit par Téléphone    | David Moncoutié (FRA)      | Tour de France 2005                          | vítěz 12. etapy | z Briançon do Digne-les-Bains, 187 km               |
| 2005 | Cofidis, le Crédit par Téléphone    | Leonardo Bertagnolli (ITA) | Vuelta a España                              | vítěz 2. etapy  | z Granada do Córdoba, 189,3 km                      |
| 2006 | Team Lampre - Fondital              | Alessandro Ballan (ITA)    | Kolem Flander                                | vítěz           |                                                     |
| 2006 | Team Lampre - Fondital              | Rik Verbrugghe (BEL)       | Giro d'Italia 2006                           | vítěz 7. etapy  | z Cesena do Saltara, 236 km                         |
| 2006 | Team Lampre - Fondital              | Jimmy Casper (FRA)         | Tour de France 2006                          | vítěz 1. etapy  | z Štrasburk do Štrasburk                            |
| 2006 | Team Lampre - Fondital              | Damiano Cunego (ITA)       | Tour de France 2006                          | bílý trikot     |                                                     |
| 2007 | Lampre - Fondital                   | Alessandro Ballan (ITA)    | Kolem Flander                                | vítěz           |                                                     |
| 2007 | Lampre - Fondital                   | Danilo Napolitano (ITA)    | Giro d'Italia 2007                           | vítěz 9. etapy  | z Reggio nell'Emilia do Lido di Camaiore, 182 km    |
| 2007 | Lampre - Fondital                   | Marzio Bruseghin (ITA)     | Giro d'Italia 2007                           | vítěz 13. etapy | z Biella do Santuario di Oropa, 13 km (časovka TTI) |
| 2007 | Lampre - Fondital                   | Daniele Bennati (ITA)      | Tour de France 2007                          | vítěz 17. etapy | z Pau do Castelsarrasin, 188 km                     |
| 2007 | Lampre - Fondital                   | Daniele Bennati (ITA)      | Tour de France 2007                          | vítěz 20. etapy | z Cognac do Angoulême, 55 km (časovka TTI)          |
| 2007 | Lampre - Fondital                   | Damiano Cunego (ITA)       | Giro di Lombardia                            | vítěz           |                                                     |
| 2008 | Lampre                              | Danilo Napolitano (ITA)    | Giro d'Italia 2008                           | vítěz 10. etapy | z Pesaro do Urbino, 39.4 km (časovka TTI)           |
| 2008 | Lampre                              | Alessandro Ballan (ITA)    | Mistrovství světa ve Varese                  | vítěz           | UCI Road World Championships                        |
| 2008 | Lampre                              | Damiano Cunego (ITA)       | Mistrovství světa ve Varese                  | 2. místo        | UCI Road World Championships                        |
| 2008 | Lampre                              | Damiano Cunego (ITA)       | Giro di Lombardia                            | vítěz           |                                                     |
| 2010 | Lampre - Farnese Vini               | Alessandro Petacchi (ITA)  | Tour de France 2010                          | vítěz 1. etapy  | z Rotterdam do Brusel, 223,5 km                     |
| 2010 | Lampre - Farnese Vini               | Alessandro Petacchi (ITA)  | Tour de France 2010                          | vítěz 4. etapy  | z Cambrai do Remeš, 153,5 km                        |
| 2010 | Lampre - Farnese Vini               | Alessandro Petacchi (ITA)  | Tour de France 2010                          | zelený trikot   |                                                     |
| 2011 | Lampre - ISD                        | Alessandro Petacchi (ITA)  | Giro d'Italia 2011                           | vítěz 2. etapy  | z Alba (Itálie) do Parma, 242 km                    |
| 2011 | Lampre - ISD                        | Diego Ulissi (ITA)         | Giro d'Italia 2011                           | vítěz 17. etapy | z Feltre do Sondrio, 246 km                         |
| 2011 | Lampre - ISD                        | Michele Scarponi (ITA)     | Giro d'Italia 2011                           | 1. místo        |                                                     |
| 2012 | Lampre - ISD                        |                            | Giro d'Italia 2012                           | vítězný tým     |                                                     |
| 2015 | Torq Performance Track Cycling Team | Melanie Sneddon (GBR)      | Masters Track Championships                  | zlatá medaile   | stíhací závod žen                                   |
| 2016 | UnitedHealthcare Pro Cycling Team   | Lauren Tamayo (USA)        | USA Cycling Criterium National Championships | vítěz           |                                                     |
| 2016 | WILIER - SOUTHEAST                  | Filippo Pozzato (ITA)      | Milán - San Remo                             | 8. místo        |                                                     |
| 2017 | WILIER-SELLE ITALIA                 | Filippo Pozzato (ITA)      | Kolem Flander                                | 8. místo        |                                                     |
| 2018 | WILIER-SELLE ITALIA                 | Jakub Mareczko (POL)       | Giro d'Italia 2018                           | 2. místo        | v etapě: Haifa – Tel Aviv                           |